# 페르소나 4 리바이벌
페르소나 4 리바이벌(ペルソナ４ リバイバル)은 아틀러스에서 개발하고 배급하는 출시 예정인 롤플레잉 비디오 게임이다. 이 게임은 《페르소나》 시리즈의 다섯 번째 주요 작품이자 《여신전생》 프랜차이즈의 일부인 《여신전생 페르소나 4》(2008)의 리메이크작이다.
《페르소나 5》(2016) 출시와 함께 페르소나 프랜차이즈가 전 세계적으로 인기를 얻으면서 아틀러스는 페르소나 4를 포함한 구작 타이틀을 최신 플랫폼에 맞춰 완전히 리메이크하는 것에 관심을 표명했다. 이 프로젝트는 이전 리메이크인 《페르소나 3 리로드》(2024)의 성공 속에서 개발에 착수했다. 리바이벌의 존재는 2025년 6월에 공식 발표되었다. 리바이벌은 페르소나 4의 스토리를 충실히 재현했으며, 그래픽과 게임 플레이 모두 향상되어 페르소나 5 및 페르소나 3 리로드와 동등한 수준으로 끌어올렸다.
페르소나 4 리바이벌은 플레이스테이션 5, Windows 및 Xbox Series X/S로 출시될 예정이다.

## 개발
2022년 7월, 아틀러스는 일본에서 여신전생 프랜차이즈의 과거 게임에 대한 리메이크 및 재출시에 대한 관심을 확인하기 위해 소비자 주도 설문조사를 실시했다. 설문조사 결과의 라이브 스트리밍 방송에서 아틀러스는 참가자의 74.8%가 가장 리메이크를 원하는 타이틀 중 《여신전생 페르소나 4》 (2008)가 네 번째로 많았다고 밝혔다. 가장 많이 투표된 게임 중 하나인 《여신전생 페르소나 3》 (2006)는 2024년 페르소나 3 리로드라는 이름으로 현대 플랫폼용 고화질 리메이크로 출시되었다. 리로드는 출시 일주일 만에 백만 장 판매를 돌파하며 페르소나 시리즈 중 가장 빨리 팔린 타이틀로 기록되었으며, 그해 후반에 《메타포: 리판타지오》가 나오기 전까지는 배급사 전체에서 가장 빨리 팔린 타이틀이 되었다. 리로드의 성공은 페르소나 4에 대한 유사 프로젝트를 즉시 추진하는 데 내부적인 관심을 불러일으켰다. P-Studio의 프로듀서 카즈히사 와다는 페르소나 4가 원래 출시되었을 때 페르소나를 성공적이고 잘 평가받는 프랜차이즈로 만든 덕분에 그에게 "개인적인 의미"가 있는 게임이라고 생각했다. 또한 와다는 리바이벌이 원작 게임의 신규 플레이어와 오랜 팬 모두에게 "신선하고 놀라운" 프로젝트가 될 것이라고 생각했다.
페르소나 4 리바이벌은 페르소나 5 (2016)와 이전 리메이크인 페르소나 3 리로드 (2024)처럼 환경 디자인에 맞춰 기존 캐릭터 모델과 에셋을 처음부터 다시 제작하여 더 비례적으로 표현되도록 했다. 리로드와 마찬가지로, 리바이벌의 주요 영어 성우진은 새로운 배우들이 주요 역할을 맡아 완전히 재구성될 것으로 예상된다.

## 출시
2025년 3월 아틀러스가 웹 도메인 "p4re.jp"를 등록하면서, 이는 페르소나 3 리로드의 공식 일본어 웹사이트에 사용된 이름 지정 규칙과 일치하는 약어였기 때문에 페르소나 4 리메이크와 관련이 있을 것이라는 온라인 추측이 나왔다. 게임의 존재는 2025년 5월 말부터 6월 초까지 유리 로언솔, 에린 피츠제럴드, 아만다 윈-리 등 프랜차이즈와 관련된 수많은 배우의 증언으로 암시되었다. 이 배우는 당시 아틀러스가 아직 인정하지 않은 리메이크에서 페르소나 4 캐릭터인 요스케 하나무라, 치에 사토나카, 유키코 아마기의 역할에 대한 재섭외 요청을 받지 못했다고 발표했다. 페르소나 4 리바이벌은 2025년 6월 9일 마이크로소프트 게이밍의 Xbox Games Showcase 행사에서 티저 트레일러와 함께 발표되었다. 발표와 함께 P-Studio 프로듀서 카즈히사 와다의 메시지가 공개되었다. 세가 사미 홀딩스는 투자자 관계 발표에서 페르소나 4 리바이벌이 2027 회계연도(2026년 4월부터 2027년 3월까지) "이후"에 출시될 예정이라고 밝혔다.
페르소나 4 리바이벌은 플레이스테이션 5, Windows 및 Xbox Series X/S로 출시될 예정이다. 출시일부터 이 게임은 Xbox Game Pass Ultimate 및 PC Game Pass에서 플레이할 수 있으며, Windows 및 Xbox Series X/S에서 Xbox Play Anywhere도 지원한다.

## 평가
IGN은 게임 발표에 대한 비판이 보여진 게임 콘텐츠의 부족과 닌텐도 스위치 2가 플랫폼에 포함되지 않은 점에 집중되었다고 언급했다.